# Hanlontown
Hanlontown är en ort i Worth County i Iowa. Vid 2010 års folkräkning hade Hanlontown 226 invånare.